# (17874) 1998 YM3
(17874) 1998 YM3 est un astéroïde troyen de Jupiter de 17,399 km de diamètre découvert en 1998.

## Description
(17874) 1998 YM3 a été découvert le 17 décembre 1998 à l'observatoire astronomique d'Ōizumi, situé à Ōizumi, dans la préfecture de Gunma, au Japon, par Takao Kobayashi.

### Caractéristiques orbitales
L'orbite de cet astéroïde est caractérisée par un demi-grand axe de 5,22 UA, un périhélie de 4,99 UA, une excentricité de 0,04 et une inclinaison de 2,55° par rapport à l'écliptique. Du fait de ces caractéristiques, à savoir un demi-grand axe compris entre 4,6 et 5,5 UA et un périhélie inférieur à 0,3 UA, il est classé, selon la JPL Small-Body Database, astéroïde troyen de Jupiter du camp troyen. Il est situé au point de Lagrange L4 du système Soleil-Jupiter.

### Caractéristiques physiques
(17874) 1998 YM3 a une magnitude absolue (H) de 11,7 et un albédo estimé à 0,134, ce qui permet de calculer un diamètre de 17,399 km. Ces résultats ont été obtenus grâce aux observations du Wide-Field Infrared Survey Explorer (WISE), un télescope spatial américain mis en orbite en 2009 et observant l'ensemble du ciel dans l'infrarouge, et publiés en 2012 dans un article regroupant les caractéristiques de 478 astéroïdes troyens,.